# 102. Deutscher Katholikentag
Der 102. Deutsche Katholikentag fand vom 25. bis 29. Mai 2022 unter dem Motto „leben teilen“ in Stuttgart statt. Mit diesem Katholikentag ist ein deutliches Abnehmen der Besucherzahlen im Vergleich zu früheren Katholikentagen zu verzeichnen. Es wurden 50.000 Teilnehmer erwartet, jedoch kamen nur 27.000 Besucher, einschließlich 7.000 Mitwirkende. Die öffentliche Hand zahlte mit 217 Euro pro Besucher die höchste Förderung aller bisherigen Katholikentage. Die Veranstaltung galt als „besonders politisch“ (ZdK-Präsidentin Irme Stetter-Karp). Zu den bekannten Teilnehmern zählte Bundespräsident Frank-Walter Steinmeier, der den Katholikentag eröffnete.

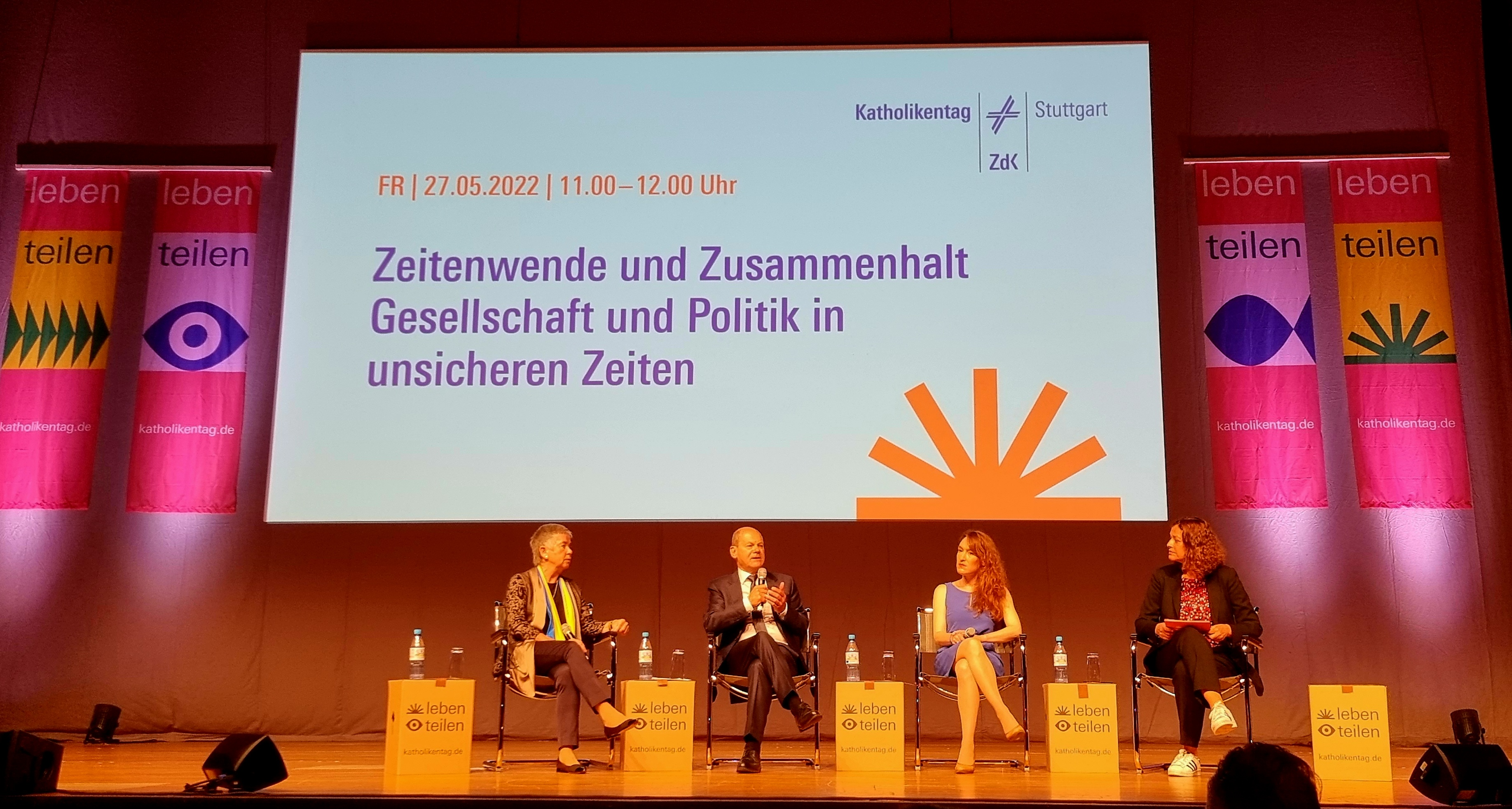
Die Präsidentin des Zentralkomitees der deutschen Katholiken, Irme Stetter-Karp, mit Bundeskanzler Olaf Scholz beim Katholikentag 2022 in Stuttgart.

## Motto
Das Leitwort „leben teilen“ nahm Bezug auf Martin von Tours, den Bistumsheiligen der gastgebenden Diözese Rottenburg-Stuttgart.

## Organisation
Der Katholikentag wurde veranstaltet vom Zentralkomitee der deutschen Katholiken (ZdK). Gastgeber war die Diözese Rottenburg-Stuttgart.
Vorsitzender des Trägervereins war der frühere Stuttgarter Oberbürgermeister Wolfgang Schuster (CDU). Stellvertretende Vorsitzende des Trägervereins waren der Generalsekretär des Zentralkomitees der deutschen Katholiken (ZdK), Marc Frings, und der Generalvikar der Diözese Rottenburg-Stuttgart, Clemens Stroppel.

### Finanzierung

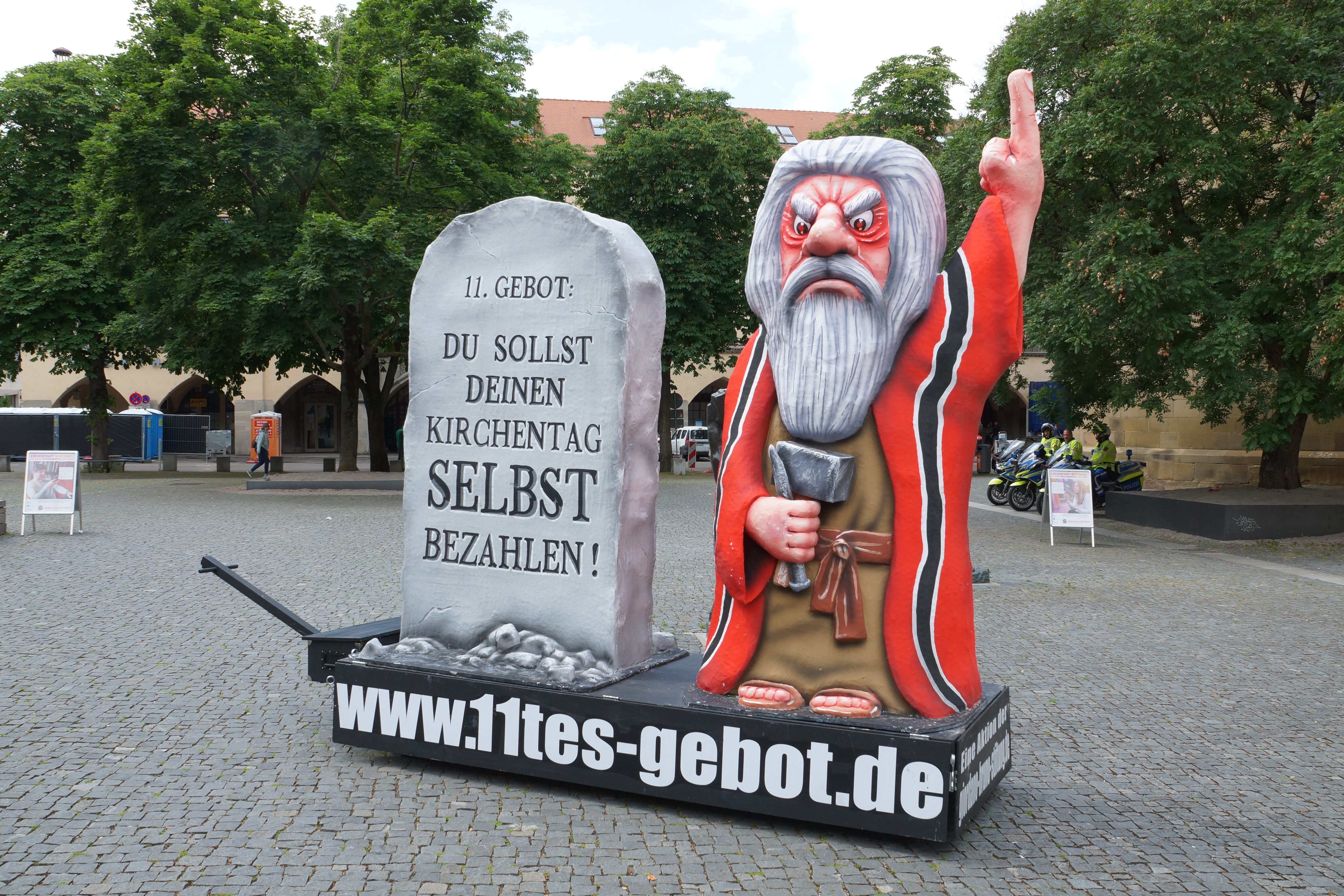
Die Kunstaktion Das 11. Gebot kritisiert 2022 die Bezuschussung des Katholikentags in Stuttgart aus öffentlichen Mitteln.

Die Gesamtkosten betrugen nach Planungsangaben 10,65 Millionen Euro. Hiervon stammten 4,35 Millionen Euro aus öffentlichen Mitteln (Stadt Stuttgart: 1,5 Millionen Euro und Sachleistungen und Gebührenbefreiungen im Wert von 350.000 Euro; Land Baden-Württemberg: 2 Millionen Euro; Bundesregierung: 0,5 Millionen Euro). Der kommunale Zuschuss wurde unter anderem mit der Klimaneutralität der Veranstaltung und über 50.000 zu erwartenden Teilnehmern begründet.
Die Kunstaktion Das 11. Gebot („Du sollst Deinen Kirchentag selbst bezahlen!“) führte gegen die Bezuschussung aus öffentlichen Mitteln einen Protest durch. Ein Kritikpunkt war, dass Bund, Land und Kommune den Stuttgarter Katholikentag mit 217 Euro pro Besucher bezuschusst haben, was die höchste jemals gezahlte Förderung seit dem Beginn der statistischen Aufzeichnungen im Jahr 2000 gewesen sei.
Während der Durchführung wurde ein nicht näher beziffertes „massives Defizit“ bekannt. Laut Tagespost beschloss die gastgebende Diözese eine Ausfallbürgschaft in Höhe von 470.000 Euro, um Einnahmeausfälle aus dem Ticket-Verkauf aufzufangen. Eine Schlussbilanz wurde nicht veröffentlicht.

### Teilnehmer
Nach Angaben des Veranstalters nahmen 27.000 Besucher teil, einschließlich 7.000 Mitwirkende. Im Vergleich zum vorangegangenen Katholikentag in Münster (90.000 Teilnehmer) sank die Teilnehmerzahl auf weniger als ein Drittel. Laut Tagesspiegel traf sich in Stuttgart „nur noch eine Blase aus Funktionären und Engagierten“, der „jede Repräsentativität“ gefehlt habe. Laut dem Nachrichtenportal der katholischen Kirche in Deutschland lege die geringe Teilnehmerzahl die Vermutung nahe, dass „das Großevent von vielen Katholiken nicht als das Forum zur Diskussion von Reformen wahrgenommen wird, welches es nach eigenem Verständnis ist.“ Der deutsche Katholizismus habe womöglich sein Potenzial zur Mobilisierung der Gläubigen verloren.
Zu den bekannten Teilnehmern zählte Bundespräsident Frank-Walter Steinmeier, der den Katholikentag eröffnete. Bundeskanzler Olaf Scholz (SPD) und der baden-württembergische Ministerpräsident Winfried Kretschmann (Bündnis 90/Die Grünen) nahmen an Diskussionsrunden teil. Kretschmann lobte die politische Ausrichtung des Katholikentages und sagte: „Das Christentum ist eine politische Religion“. Auch mehrere Bundesminister, die Bundestagsvizepräsidentinnen Katrin Göring-Eckardt (Bündnis 90/Die Grünen) und Petra Pau (Die Linke) sowie die ehemaligen Bundestagspräsidenten Wolfgang Thierse (SPD) und Norbert Lammert (CDU) nahmen teil.

## Themen
Der Katholikentag 2022 sollte laut Veranstalter „besonders politisch“ sein. ZdK-Präsidentin Irme Stetter-Karp sagte: „Dieses Zeichen gilt Wladimir Putin, es gilt den demokratiefeindlichen, rechtsnationalen Kräften in unserem eigenen Land, es gilt aber auch denen, die mit Drohungen und Spaltungsvorwürfen in unserer Kirche Wege in die Zukunft verbarrikadieren wollen.“ Zudem wurde das Reiterdenkmal von Kaiser Wilhelm I. auf dem Stuttgarter Karlsplatz während des Katholikentages rot verhüllt. Als Grund wurde angegeben, dass mit Wilhelm I. als Kaiser der Reichsgründung der beginnende Nationalismus und die danach einsetzende Kolonialisierung durch das Deutsche Reich verbunden werde.
Es fanden mehr als 1.500 Einzelveranstaltungen statt. Der inhaltliche Schwerpunkt lag auf dem Thema Kirchenreform, „wie dem Umgang mit Sexualität und geschlechtlichen Identitäten, anstehenden Strukturreformen oder einer kirchlichen Gewaltenteilung.“ Neben Gottesdiensten und Gebeten gab es Podiumsdiskussionen und Workshops in drei Themenbereichen:
- Themenbereich 1 – Unser Glaube: Hoffnung teilen
- Themenbereich 2 – Unsere Verantwortung: Herausforderungen teilen
- Themenbereich 3 – Unsere Zukunft: Chancen teilen[12]

Außerhalb des offiziellen Programms wurde als Protest zum Umgang mit dem sexuellen Missbrauch in der römisch-katholischen Kirche in Deutschland vom Aktionsbündnis Betroffeneninitiativen sexueller Kindesmissbrauch in der katholischen Kirche und der Giordano-Bruno-Stiftung mit der Großplastik Hängemattenbischof und der Aufschrift „12 Jahre schonungslose Aufarbeitung der Missbrauchsfälle“ demonstriert. Es wurde von den Missbrauchsbetroffenen zudem kritisiert, dass die Protestaktion vom Ordnungsamt der Stadt Stuttgart „ins Abseits“ gedrängt worden sei.

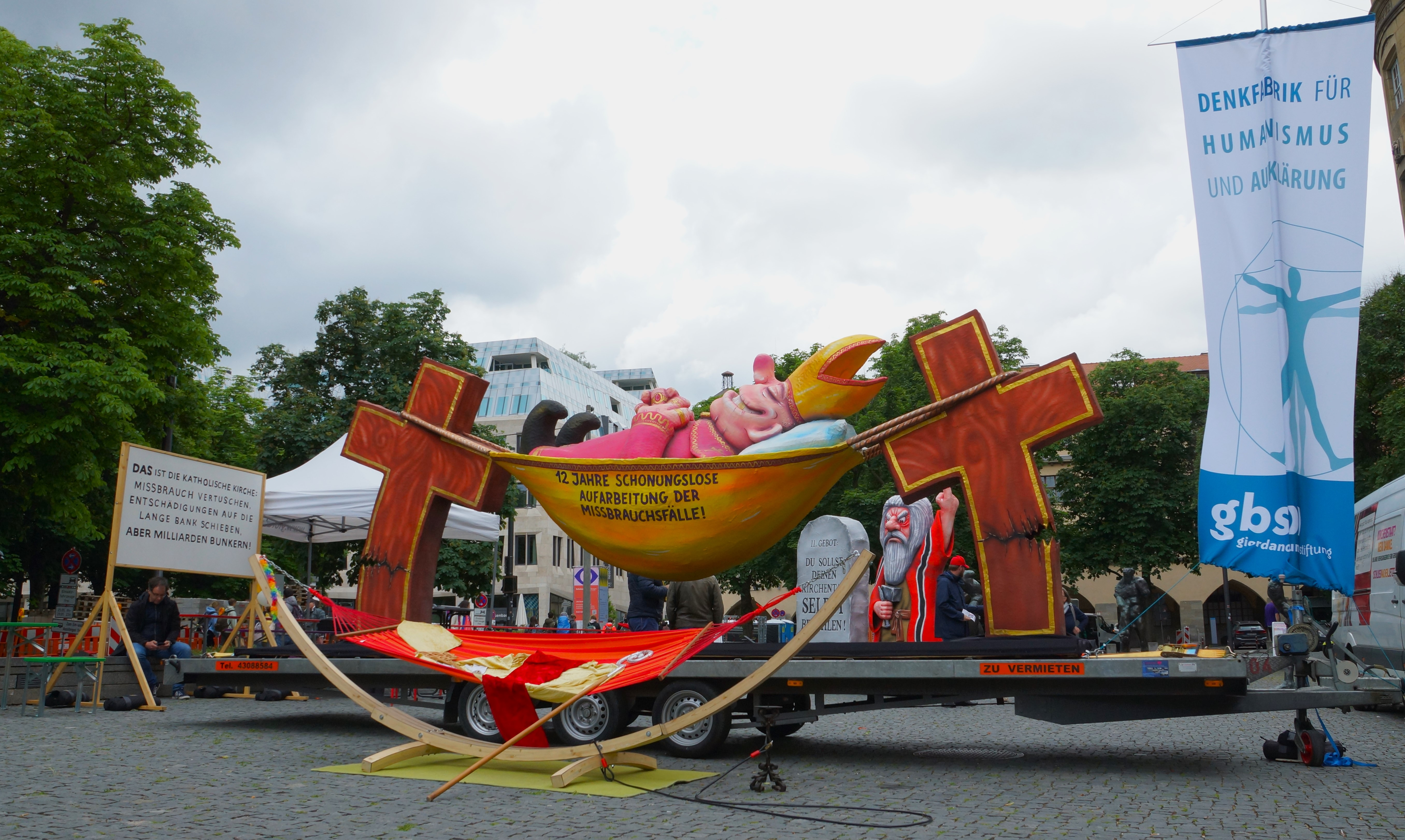
Großplastik Hängemattenbischof „12 Jahre schonungslose Aufarbeitung der Missbrauchsfälle“ am Rande des Katholikentages 2022 in Stuttgart.